# Biserica fortificată din Vurpăr, Sibiu
Biserica evanghelică fortificată din Vurpăr, județul Sibiu, a fost construită în secolul al XIII-lea. Biserica figurează pe lista monumentelor istorice 2010, cod LMI SB-II-m-A-12589.

## Localitatea
Vurpăr (în dialectul săsesc Burprich, în germană Burgberg, în trad. "Dealul Cetății", în maghiară Vurpód, Hühalom) este un sat în județul Sibiu, Transilvania, România. Este reședința comunei Vurpăr.
Localitatea Vurpăr este situată pe cursul superior al pârâului cu același nume, în centrul județului, pe drumul județean 106S - Vurpăr - Daia, la o distanță de 60 km. față de orașul Agnita și municipiul Mediaș.

## Istoric și trăsături
Localitatea are  o istorie  bogată, cu numeroase vestigii datând din epoca bronzului și din neolitic. În apropiere de sat, în „Pădurea copiilor", a fost descoperit un topor neolitic de piatră lustruit și neperforat de formă triunghiulară. La locul numit „Radeburg" s-au descoperit în 1877 trei seceri de bronz cu cârlig precum și două cercuri de butuci de roți din același metal. Tot în vatra satului au mai fost găsite o secure plată de aramă, un ac de bronz alături de nouă brățări, un vârf de lance și o sabie de fier. 
Cel mai important obiectiv turistic al așezării este Biserica Evanghelică, una dintre cele mai vechi bazilici romanice din Transilvania. Biserica păstrează cele trei nave romanice și corul, doar absida fiind înlocuită în secolul al XV-lea cu un altar poligonal. Ulterior, în 1750, a fost construit în partea de vest și turnul. Luneta portalului de nord este decorată în relief cu pomul vieții, încadrat de un leopard în dreapta și de o ființă fantastică, având cap de leu și corp de pește, în stânga. 
Din vechea fortificație se mai păstrează doar un bastion pe latura de nord, precum și unele porțiuni ale incintei de apărare.

## Galerie de imagini

Biserica evanghelică fortificată din Vurpăr, județul Sibiu
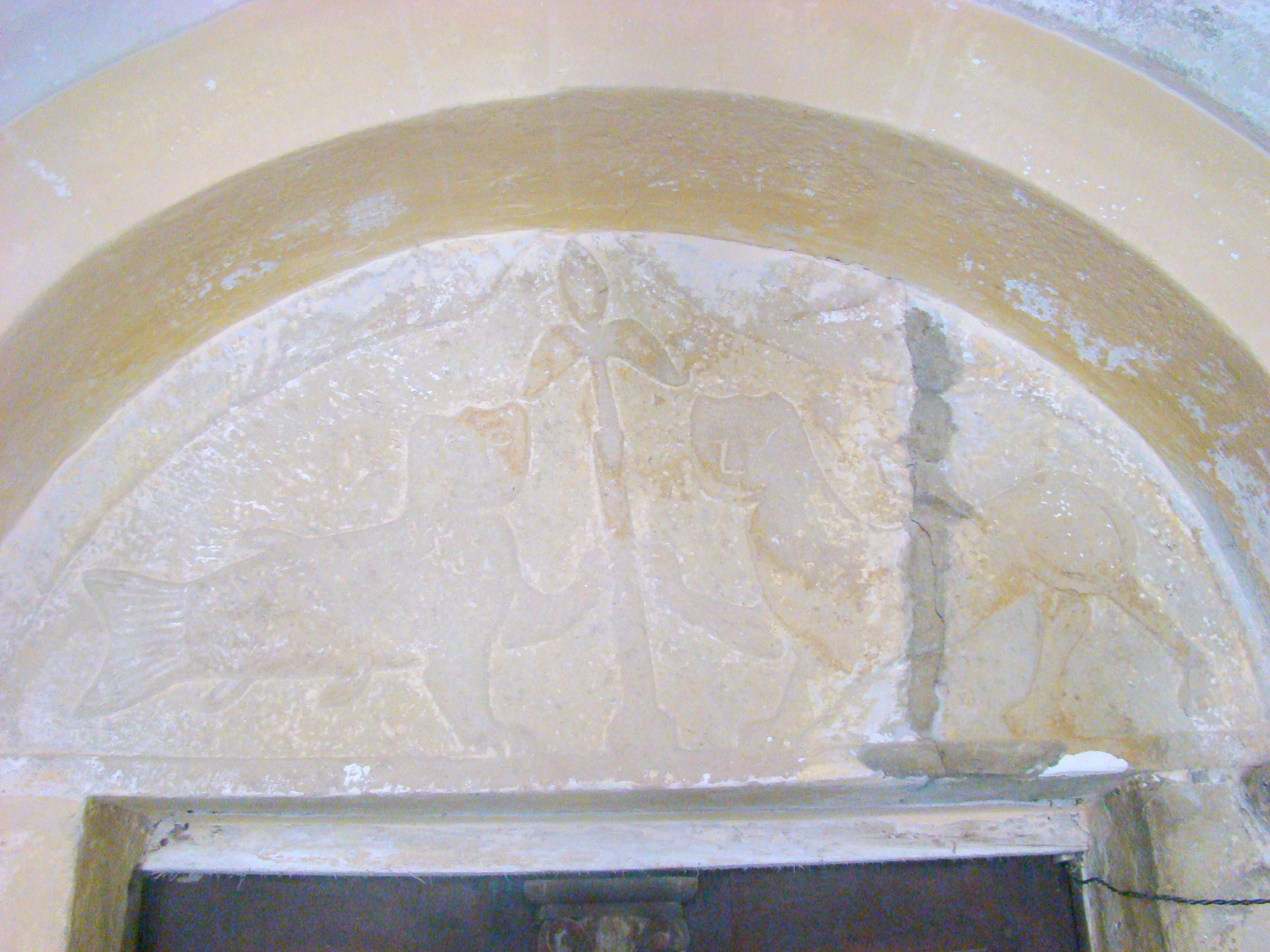
Luneta portalului de pe latura de nord
Turnul
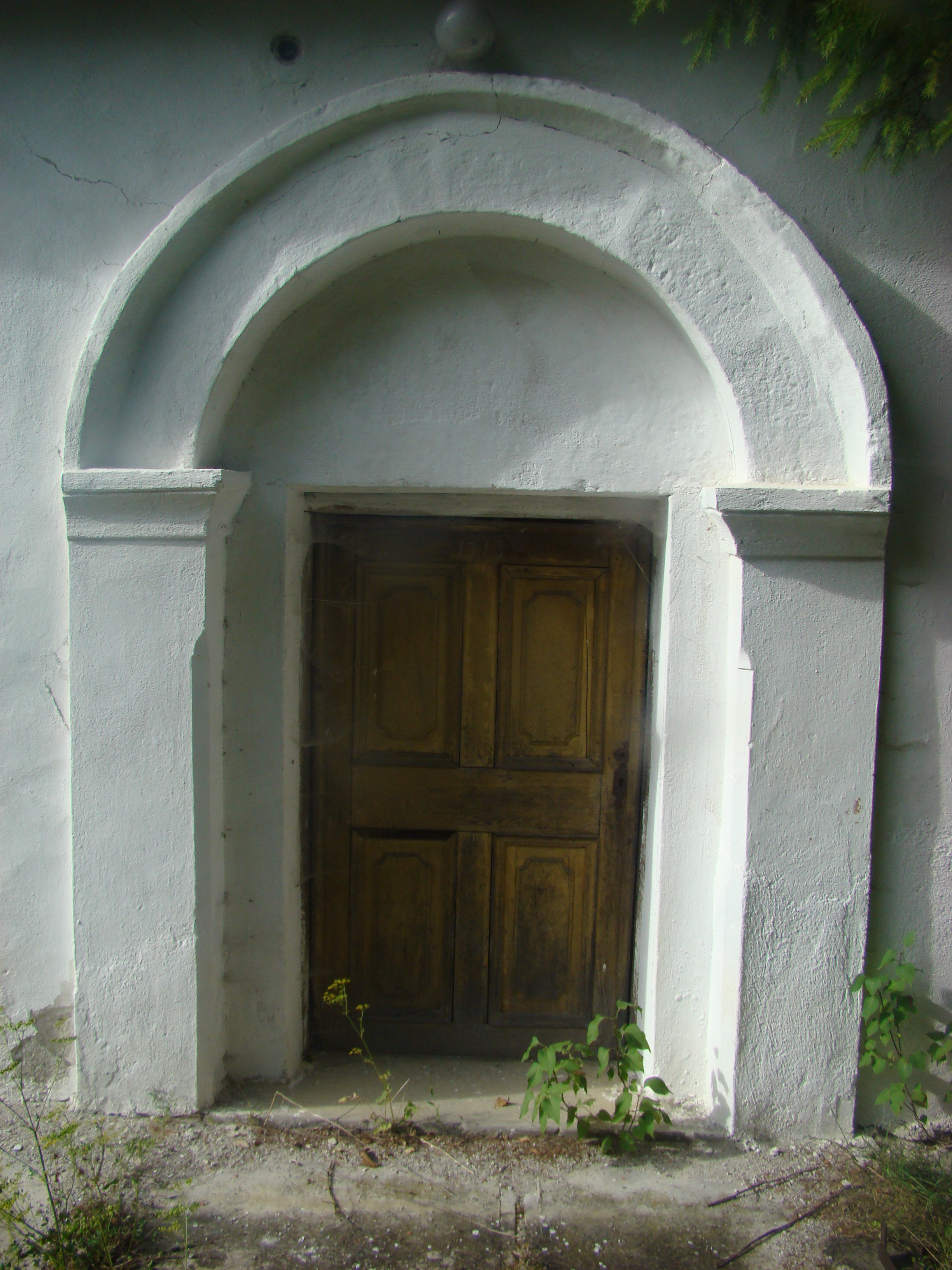
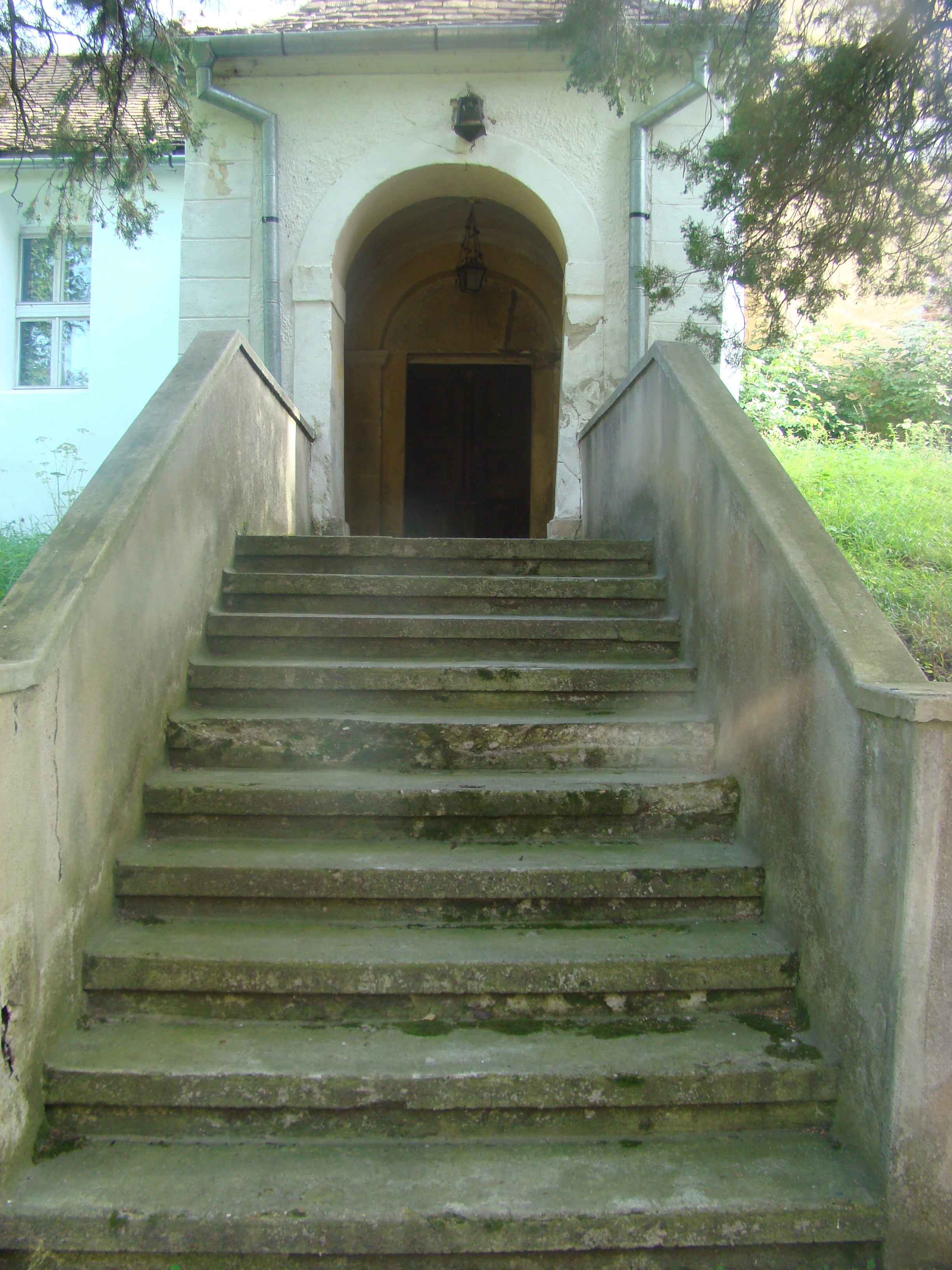
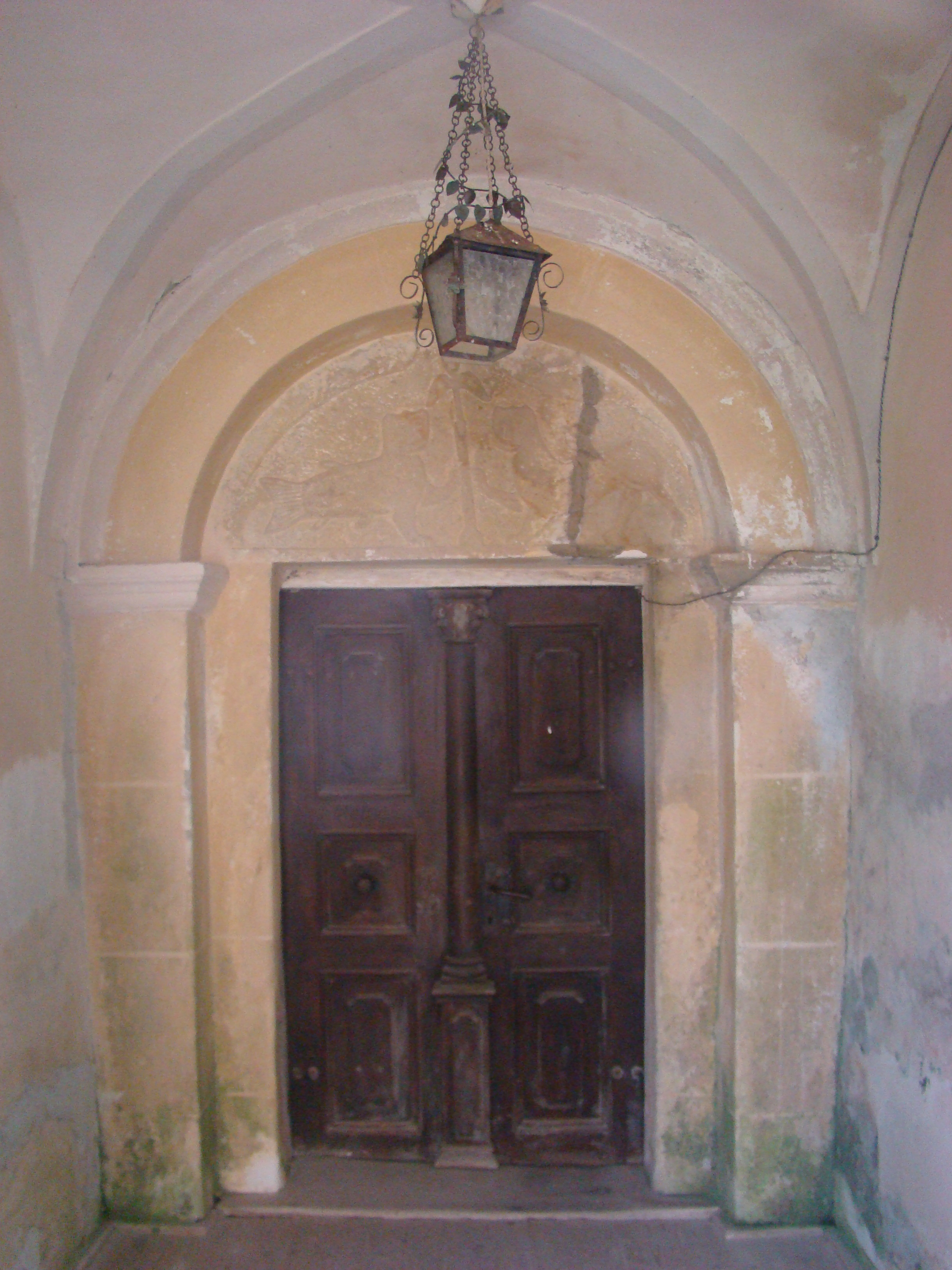
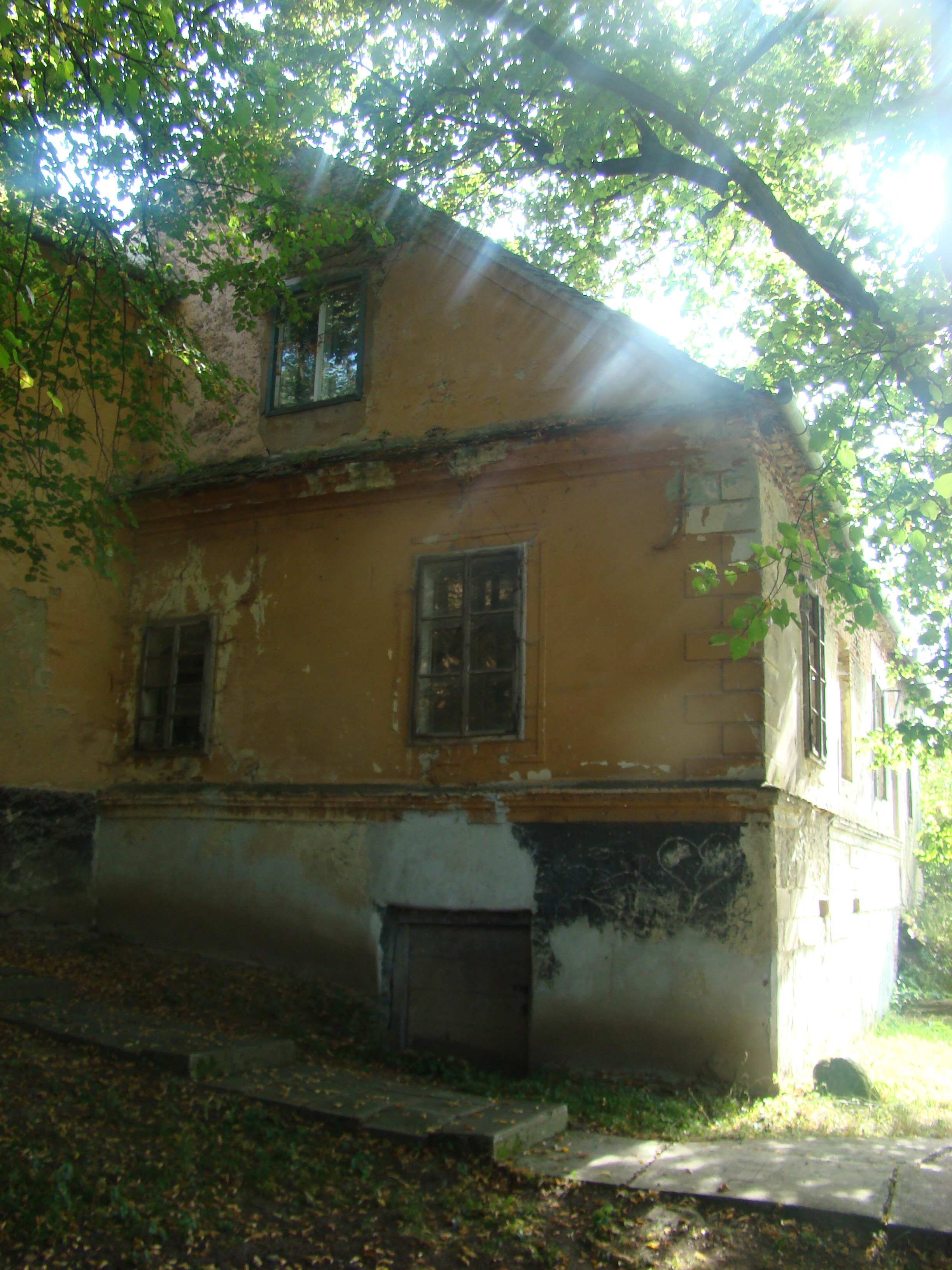
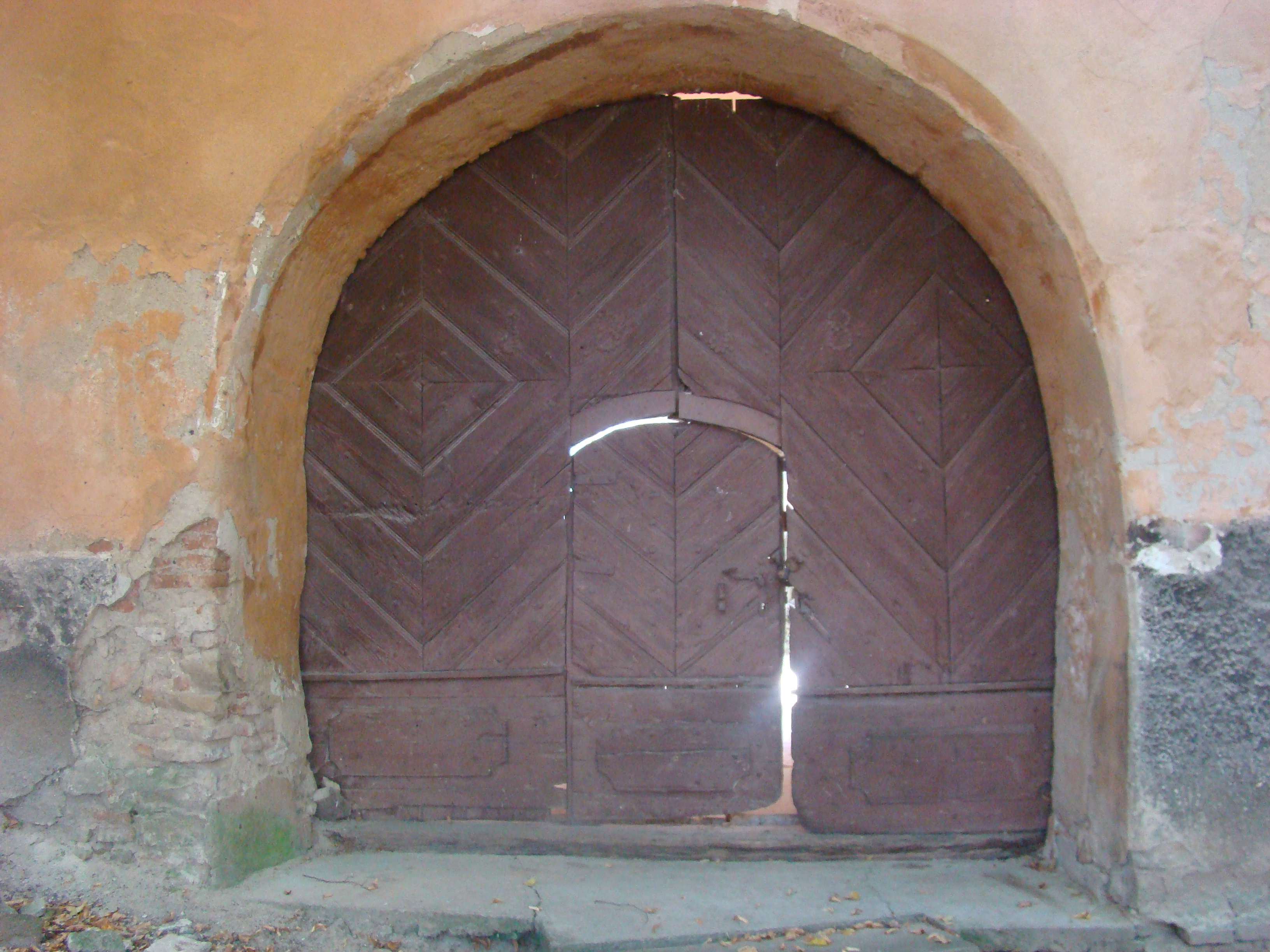